# شاه أباد تشي
شاه‌ أباد تشي هي قرية في مقاطعة دهقان، إيران. في تعداد عام 2006، لوحظ وجودها، ولكن لم يتم الإبلاغ عن سكانها.